# Episodi di Borrasca
La prima stagione della serie podcast statunitense Borrasca, composta da 9 episodi, è stata pubblicata in prima visione negli Stati Uniti dal 25 maggio al 14 luglio 2020.
In Italia la stagione è inedita.
| n° | Titolo originale                             | Titolo italiano | Pubblicazione USA | Pubblicazione Italia |
| -- | -------------------------------------------- | --------------- | ----------------- | -------------------- |
| 1  | Tell Me About Whitney                        |                 | 25 maggio 2020    | inedita              |
| 2  | The Woods Are Full                           |                 | 1º giugno 2020    | inedita              |
| 3  | Partial Remains                              |                 | 8 giugno 2020     | inedita              |
| 4  | The Million Dollar Question                  |                 | 15 giugno 2020    | inedita              |
| 5  | That's Not What You Told Me                  |                 | 22 giugno 2020    | inedita              |
| 6  | All Her Shame on Display                     |                 | 29 giugno 2020    | inedita              |
| 7  | Mile Marker 54                               |                 | 6 luglio 2020     | inedita              |
| 8  | The Place Where Bad Things Happen Pt. I e II |                 | 13 luglio 2020    | inedita              |
| 9  | The Place Where Bad Things Happen Pt. I e II | 14 luglio 2020  |                   | inedita              |

## Tell Me About Whitney
- Titolo originale: Tell Me About Whitney

### Trama
Sam Walker, un detenuto in libertà vigilata, inizia a raccontare al suo agente per la libertà vigilata una serie di eventi accaduti durante la sua infanzia, a cominciare dal trasferimento della sua famiglia nella città di Drisking, Missouri. I seguenti eventi si verificano come un flashback. Dopo che la famiglia Walker si trasferisce a Drisking quando Sam ha dodici anni, Sam fa amicizia con altri bambini del suo quartiere. Mentre esce con i suoi nuovi amici, Sam sperimenta un misterioso fenomeno chiamato "The Scream" e inizia a scoprire alcune strane leggende metropolitane che circondano la città di Drisking, che coinvolgono tutte un luogo chiamato Borrasca, descritto solo come "un luogo in cui le cose accadono.

## The Woods Are Full
- Titolo originale: The Woods Are Full

### Trama
Sam inizia la scuola a Drisking Middle. Più tardi quell'inverno, Sam e Whitney litigano quando dice a suo padre che Whitney ha un nuovo fidanzato. Sam viene a conoscenza della storia dell'industria mineraria della città durante un'assemblea scolastica. Poco dopo, Whitney scompare e Sam si perde sulla montagna quella notte mentre la cerca. L'ufficiale per la libertà vigilata di Sam lo esorta a parlare di quello che è successo a Whitney; crede che qualcosa a cui ha assistito quando aveva 17 anni sia il problema principale che guida la sua dipendenza. Il compagno di stanza di Sam, Erik, gli dice che una ragazza è venuta a cercarlo quel giorno.

## Partial Remains
- Titolo originale: Partial Remains

### Trama
Sam, che ora ha 17 anni e frequenta l'ultimo anno di liceo, trascorre la maggior parte del suo tempo con Kyle e Kimber o lavorando in una paninoteca di proprietà di Jimmy Prescott. Durante il lavoro, assiste a una strana conversazione personale tra il suo capo e suo marito. Kyle e Kimber ora stanno insieme, ma alla madre di Kimber non piace Kyle e vuole che Kimber trascorra più tempo con lei, il che mette sotto stress la loro relazione. Sam ha una discussione con suo padre su Whitney. Dopo essere stato invitato dalla ragazza per cui ha una cotta, Sam ha intenzione di partecipare alla sua prima festa Borrasca in assoluto e insiste per portare Kyle. Al giorno d'oggi, Erik esorta Sam a ripulirsi e ad affrontare i suoi problemi, e dice a Sam che la stessa ragazza è venuta alla loro porta per cercarlo di nuovo.

## The Million Dollar Question
- Titolo originale: The Million Dollar Question

### Trama
Sam, Kyle e Kimber vanno a una festa Borrasca. Kimber viene scelta dalle Donne in Bianco e portata via nella foresta. Pochi minuti dopo, un altro ospite alla festa dice a Sam che Whitney era andata a una festa Borrasca ed era stata scelta anche dalle Donne in Bianco cinque anni fa, circa un mese prima della sua scomparsa. Sam e Kyle seguono Kimber nel bosco, dove assistono a una strana cerimonia. Kimber alla fine ritorna e spiega che durante la cerimonia, le figure in tunica hanno prelevato un campione del suo sangue e sospetta che uno di loro fosse Jimmy Prescott. Sam, Kimber e Kyle fanno visita a Tom Prescott all'ospizio. Mentre parla di suo figlio Jimmy, Tom si arrabbia per la mancanza di rispetto dei cittadini per lui e la "sua città". Il padre di Kimber la chiama per dirle che sua madre è in ospedale. Sulla strada per l'ospedale, Sam, Kimber.

## That's Not What You Told Me
- Titolo originale: That's Not What You Told Me

### Trama
Sam si sveglia in un ospedale, dove sente due poliziotti discutere di qualcosa sulla madre di Kimber e di una lettera. Il padre di Sam entra e spiega di essersi strappato la cuffia dei rotatori nell'incidente. Kyle rassicura Sam che lui e Kimber non sono feriti e gli dice che la madre di Kimber si è suicidata la notte precedente. Poiché l'auto di Sam è stata esaurita, suo padre si offre di dargli l'auto di Whitney, che originariamente era stata dichiarata scomparsa. Il padre di Sam nega di aver detto che l'auto di Whitney era scomparsa, ma Sam insiste sul fatto che la sua macchina scomparsa fosse l'intera base per la teoria secondo cui è scappata a St. Louis. Kimber torna finalmente a scuola dopo pochi giorni. Quando Sam le racconta della conversazione che aveva sentito parlare della lettera – presumibilmente un biglietto d'addio a lei indirizzato – Kimber escogita un piano per intrufolarsi in suo padre' s studia durante il funerale di sua madre per trovare la lettera. Sam dice al suo PO di essere andato di nuovo sull'Albero Triplo per cercare il nome della madre di Kimber, ma non l'ha trovato. Ricorda che c'era un altro nome scolpito nell'albero, e se non lo avesse perso quella notte, sarebbe stato in grado di prevenire tutto il resto. L'agente di Sam ed Erik lo esortano a trovare un lavoro, ma Sam pensa che il suo stato di ex detenuto gli impedirà di essere assunto. Dice a Erik che sta pensando di farsi rimandare in prigione in modo da avere un lavoro fisso ed essere costretto a smettere di usare l'eroina prima che finisca per morire a causa di essa. Ricorda che c'era un altro nome scolpito nell'albero, e se non lo avesse perso quella notte, sarebbe stato in grado di prevenire tutto il resto. L'agente di Sam ed Erik lo esortano a trovare un lavoro, ma Sam pensa che il suo stato di ex detenuto gli impedirà di essere assunto. Dice a Erik che sta pensando di farsi rimandare in prigione in modo da avere un lavoro fisso ed essere costretto a smettere di usare l'eroina prima che finisca per morire a causa di essa. Ricorda che c'era un altro nome scolpito nell'albero, e se non lo avesse perso quella notte, sarebbe stato in grado di prevenire tutto il resto. L'agente di Sam ed Erik lo esortano a trovare un lavoro, ma Sam pensa che il suo stato di ex detenuto gli impedirà di essere assunto. Dice a Erik che sta pensando di farsi rimandare in prigione in modo da avere un lavoro fisso ed essere costretto a smettere di usare l'eroina prima che finisca per morire a causa di essa.

## All Her Shame on Display
- Titolo originale: All Her Shame on Display

### Trama
Sam e Kyle litigano con il padre di Kimber al funerale di sua madre. Sam dà a Kimber le chiavi della macchina e quelle di casa di suo padre. Ritorna al servizio per aspettarla, ma lei parte da sola a cercare il biglietto d'addio di sua madre. Dopo che la madre di Kimber è stata sepolta, lo sceriffo in pensione e due agenti si presentano per parlare con il padre di Kimber. Sam e Kyle non riescono a sentire quello che viene detto, ma il padre di Kimber inizia a piangere. Gli agenti se ne vanno, apparentemente per trovare Kimber, quindi Sam chiede a Phil Saunders di accompagnare lui e Kyle a casa di Kimber. Prima che Phil li raccolga, Kyle riceve un messaggio da Kimber che dice di aver trovato il biglietto di sua madre, e poi uno che dice "Sono qui". Quando Sam, Kyle e Phil arrivano a casa di Kimber, lei e suo padre se ne sono andati, insieme ai loro vestiti e alle loro valigie. Uno degli agenti dello sceriffo afferma di aver lasciato la città per stare con i parenti in California, ma Sam e Kyle non gli credono. Sam e Kyle litigano sulla colpa di chi pensano sia la sua scomparsa. Durante il suo appuntamento con la signora Dixon, Sam le dice che era sicuro che Kimber non fosse andata in California perché il suo nome era inciso nel Triple Tree.

## Mile Marker 54
- Titolo originale: Mile Marker 54

### Trama
Sam e Kyle litigano, ma si riconciliano rapidamente e decidono di cercare Kimber, a partire dal miglio uno. Trovano il nome di Kimber scolpito nell'Albero Triplo. Mentre è ad Ambercot Fort, Sam riceve una telefonata da Emmaline, che lo invita a casa sua mentre i suoi genitori sono via. Quando Sam rifiuta, Emmaline lo lascia. Sam e Kyle trovano dei graffiti inquietanti nella casa sull'albero. Continuano a esplorare e alla fine trovano un nuovo miglio in una posizione inaspettata, prima che uno strano rumore li spaventi e li spinga ad andarsene. Sam dice alla signora Dixon che lui e Kyle alla fine hanno trovato otto miglia in totale. L'ultimo che hanno trovato, il miglio 54, era il letto di Kimber, il che lo ha portato a credere che invece di misurare la distanza, i segnalini del miglio contassero le vittime. Sulla via del ritorno giù per la montagna, Sam e Kyle incontrano gli ufficiali Ramirez e Jameson e lo sceriffo in pensione Clery. Gli agenti fanno osservazioni criptiche su Kimber, cosa che spinge Kyle a minacciarli e urlare contro di loro. Uno degli ufficiali colpisce Kyle e Sam insiste affinché lui e Kyle se ne vadano. I due hanno in programma di incontrarsi presto la mattina seguente per continuare la ricerca di Borrasca, nella speranza di trovare Kimber.

## The Place Where Bad Things Happen Pt. I e II
- Titolo originale: The Place Where Bad Things Happen Pt. I e II

### Trama
Kyle litiga con Phil Saunders a una festa Borrasca e finisce per farsi male. Kyle rivela a Sam che ha avuto pensieri suicidi. Kyle e Sam vanno nella società storica e chiedono aiuto a Kathryn per trovare Borrasca. Dice loro che una "borrasca" è una miniera prosciugata che ha smesso di produrre minerale, e quando parte per cercare una mappa delle miniere, Kyle prende la serratura di un cassetto nel suo ufficio e trova documenti che indicano quando le miniere chiudere. Lui e Sam trovano il numero della miniera più antica e, una volta che Kathryn ha dato loro la mappa, hanno deciso di trovarla. Lungo la strada, si imbattono in Meera, che dice a Sam di essere incinta, nonostante la recente conversazione che Sam ha sentito sulla sua infertilità. Meera li scoraggia dal cercare Borrasca. Sam le dice che sta finendo, e lui e Kyle si dirigono verso Ambercot Fort, dove inizia il percorso per Borrasca. Sam trova il nome di Kyle sul Triple Tree e, più tardi, trova il miglio di Whitney, che è una casa delle bambole che suo padre ha fatto per lei. La scoperta finalmente convince Sam che suo padre è stato coinvolto nella scomparsa di Whitney. Sam e Kyle scoprono l'orribile verità su Borrasca e sullo Shiny Gentleman. All'interno di Borrasca, i due trovano Kimber e iniziano a uscire, promettendo di tornare e salvare le altre vittime. Mentre esce, Sam vede Whitney e dice a Kyle di andarsene senza di lui. Sam cerca di aiutare Whitney a scappare, ma lei non risponde. Jimmy Prescott racconta a Sam la vera storia dell'azienda di famiglia della città. Kimber scappa, ma gli agenti trascinano Kyle a Borrasca. Quando si rifiuta di dire loro dove si trova Kimber, lo picchiano quasi a morte e attaccano Sam. Sam scappa e rimane in un hotel ai margini della città fino a quando Kyle non viene dimesso dall'ospedale. Dopo aver visitato Kyle un'ultima volta, Sam lascia Drisking per sempre. Nel presente, Sam mostra alla signora Dixon una lettera che Kimber gli ha inviato sei anni fa. La signora Dixon promette di aiutare Sam, e contatta la sua amica dell'FBI per iniziare a costruire un caso su Borrasca. Sam incontra finalmente la ragazza che lo stava cercando nel suo appartamento, che si è rivelata essere Kimber.